# Papatowai
Papatowai est une petite localité du ward de « the Catlins » dans le  district de Clutha dans la partie tout à fait au sud de l’Île du Sud de la Nouvelle-Zélande.

## Situation
La localité est située à mi-distance entre les villes de Dunedin et d’Invercargill, sur la côte de l’Pacifique, tout près de l’embouchure du fleuve Tahakopa.

## Population
Il y a une population permanente d’environ 40 personnes mais la plupart des maisons de la ville sont des séjours de vacances (connus localement sous le nom de  "cribs") et la population grimpe drastiquement durant la période des vacances, particulièrement du ‘Nouvel an’ et de Pâques.

## Géographie
La localité de Papatowai est entourée de forêts natives de podocarp  et il y a un certain nombre de promenades dans le secteur allant jusqu’à des chutes d’eau et des plages de sable et surtout des randonnées dans le bush.
Il y a aussi des chemins menant à un site archéologique, où il est possible de voir des éléments laissés par les premiers Māori habitants de la zone. Dans le passé, des os de moa y ont été trouvés.
En plus de sa beauté naturelle exceptionnellement préservée, Papatowai est renommé pour ses galeries de gypse rapidement perdues .

## Évènements
Le Challenge de Papatowai: une marche ou une course de 15,5 km dans le bush et sur la plage, se déroule annuellement depuis 1998, habituellement le premier week-end de mars.
Elle attire 300 à 400 personnes chaque année.
Papatowai est aussi connu pour ses grandes vagues de surf.